# الحفرة (فلم 2021)
الحفرة (بالإنجليزية: The Dig) فيلم دراما أمريكي من إخراج سيمون ستون، استنادًا إلى رواية عام 2007 التي تحمل نفس العنوان للكاتب جون بريستون، والتي تعيد تصور أحداث التنقيب عن ساتون هوو عام 1939. الفيلم من تمثيل النجوم كاري موليجان ورالف فينيس وليلي جيمس. يتم إصداره في إصدار محدود في 15 يناير 2021، يليه البث على نيتفليكس في 29 يناير 2021.

## طاقم التمثيل
- كاري موليجان: في دور إديث بريتي
- رالف فين: في دور باسل براون
- ليلي جيمس: في دور بيغي بريستون
- جوني فلين: في دور روري لوماكس
- بن شابلن: في دور ستيوارت بيجوت
- كين ستوت: في دور تشارلز فيليبس
- ارشي بارنز: في دور روبرت بريتي
- مونيكا دولان: في دور ماي براون[3]

## ملخص أحداث الفيلم
تستأجر أرملة ثرية (كاري موليجان) مع اقتراب الحرب العالمية الثانية، عالم آثار هاوٍ (رالف فينيس) للتنقيب عن تلال الدفن في ممتلكاتها. عندما يقومون باكتشاف تاريخي، يظهر سؤال عن تأثير أصداء ماضي بريطانيا في مواجهة مستقبلها غير المؤكد.

## الإنتاج
أُعلن في سبتمبر 2018 أن نيكول كيدمان ورالف فينيس يتفاوضان حول دور البطولة في الفيلم، ومع ذلك، بحلول أغسطس 2019، لم تعد كيدمان مشتركة في المشروع، حيث تم الإتفاق مع كاري موليجان لتحل محلها، ودخلت ليلي جيمس مفاوضات للانضمام إلى فريق التمثيل في سبتمبر. انضم جوني فلين وبن تشابلن وكين ستوت ومونيكا دولان في أكتوبر 2019، إلى طاقم الفيلم.
بدأ التصوير الرئيسي في شاكلفورد، ساري، المملكة المتحدة في أكتوبر 2019، مع تصوير الموقع في سوفولك بالقرب من موقع الاكتشاف الأصلي.

## روابط خارجية
- مقالات تستعمل روابط فنية بلا صلة مع ويكي بيانات
- الحفرة  في قاعدة بيانات الأفلام على الإنترنت (بالإنجليزية)
- The Dig at History vs. Hollywood